# 原始一神教説
原始一神教説（げんしいっしんきょうせつ、Urmonotheismus、Primitive monotheism）とは、一神教の起源についての説の一つ。アンドリュー・ラング（en:Andrew Lang）やヴィルヘルム・シュミットが唱えた。19世紀後半から20世紀前半にかけて宗教進化論と並ぶ候補となっていたが、現代ではそのままの形で説く研究者はいない。
シュミットは著書『神観念の起源』において、原始の人類は一神教徒であったと説き、その根拠として「原始的」な部族において至高神信仰が顕著にみられることをあげた。そこから文化が発達するに伴いそうした信仰が多神教に変化していった、と考えた。月本昭男はこうした論の運びに対し、未開社会と言われる場所に人類の古い生活スタイルが残っているという考えに同意できないと語り、文明のレベルを西洋文明を基準にはかる考え方は再考の求められているものとした。原始一神教説は宗教進化論とともに多くの問題点を抱えており、証明することもできないとしている。
レムナント・ミニストリー代表の久保有政は原始一神教説を肯定的に取り上げ、立証された事実として語っている。

## 経緯
シュミットの仮説は、20世紀前半のほとんどの期間、論争の的となった。1930年代、シュミットはアメリカ先住民の神話やオーストラリアのアボリジニなどの原始文明の証拠を提出して自説を擁護した。 また批判者にも対応した。例えば、天空の神々は単に物理的な空のおぼろげな擬人化または具現化に過ぎないというラファエル・ペタゾーニの主張を否定し、『宗教の起源と成長』の中で次のように書いている。「天空に住み、天空の現象の背後に立ち、（雷や雨などの）さまざまな現象を自分の中に『中心化』しなければならない存在は、まったく天空の擬人化ではない」とも付け加えている。アーネスト・ブランデウィーの『ヴィルヘルム・シュミットと神の思想の起源』によれば、シュミットもペタゾーニがシュミットの仕事を真剣に研究しておらず、しばしばシュミットのドイツ語の間違った翻訳に頼っていると主張している。ブランデウィーもペタゾーニの原始的な倫理的一神教の定義は「恣意的な」藁人形論法であるとしているが、シュミットがそのような倫理的一神教が最古の宗教的思想であると主張したのは行き過ぎであったと述べている。
1950年代になると、学術界は原始的な倫理的一神教の仮説を否定するようになった（ただし原始一神教の他のバージョンの提案については否定していない）。そのため、シュミットの「ウィーン学派」の支持者たちは、古代文化は「真の一神教」を知らなかったかもしれないが、少なくとも「原初の有神論」（非有神論的なアニミズムではなく、原始一神教）の証拠を示しているという意味で、彼の考えを言い換えた。その中には、Hochgott（Eingott「単一の神」に対して、Hochgott「高位の神」）の概念があり、最高の存在であると同時に様々な下位の神々を認める事実上の単一神教であったとした。これを受けてキリスト教の弁証法では、キリスト教以前の宗教に「啓示の記憶」を仮定することをやめ、「救済のインクリング」や、一神教を無意識に先取りした高潔な異教徒に置き換えられた。しかしE. E. Evans-Pritchardは、1962年に初版が発行された『Theories of Primitive Religion』の中で、ほとんどの人類学者が宗教の歴史的発展に関してシュミットやペタゾーニのような進化論的なスキームをすべて放棄していることを指摘し、一神教の信仰が他の宗教的信仰と並存していることも発見していると付け加えている。

## 参照
1. ↑  部門研究１２００３年度第１回研究会112-113頁
2. ↑  キリスト教質疑応答集
3. ↑  古代日本人はヤハウェを信じていた
4. ↑  High Gods in North America, 1933
5. ↑  The Origin and Growth of Religion: Facts and Theories, 1931
6. ↑  Schmidt, The Origin and Growth of Religion: Facts and Theories, New York: Cooper Square Publishers, 1972, page 211
7. ↑  Brandewie, Wilhelm Schmidt and the Origin of the Idea of God, Lanham, Maryland: University Press of America, 1983, page 251
8. ↑  Brandewie, pages 44 and 119
9. ↑  Pettazzoni, Raffaele (April 1958). “Das Ende des Urmonotheismus” (German). Numen 5 (2).
10. ↑  Sir Edward Evans-Pritchard, Theories of Primitive Religion, New York: Oxford University Press, 1987, pages 104–105